# حباك لوفيرا
حباك لوفيرا (الاسم العلمي: Ploceus ruweti) نوع من الطيور الصغيرة من فصيلة الحباك، متوطن في جمهورية الكونغو الديمقراطية.